# Hyphoderma rubropunctatum
Hyphoderma rubropunctatum är en svampart som beskrevs av Warcup & P.H.B. Talbot 1965. Hyphoderma rubropunctatum ingår i släktet Hyphoderma och familjen Meruliaceae.   Inga underarter finns listade i Catalogue of Life.